# Oksana Ermakova
Oksana Ivanovna Ermakova (în rusă Оксана Ивановна Ермакова, în estonă Oksana Jermakova, n. 16 aprilie 1973, Tallin, RSS Estonă, URSS) este o fostă scrimeră specializată pe spadă, care a reprezentat mai întâi Uniunea Sovietică, apoi Estonia, și în sfârșit Rusia. Pentru Estonia a fost campioană mondială la individual în 2003 și cu echipa Rusiei a fost laureată cu aur pe echipe la Jocurile Olimpice din 2000 de la Sydney și la cele din 2004 de la Atena.

## Carieră
S-a născut în Tallinn, Estonia, când această țară era în componentă Uniunii Sovietice. La vârsta de nouă ani s-a apucat de scrimă sub conducerea lui Igor Cikinev. La sfârșitul anilor 1980 s-a alăturat echipei sovietice de juniori, unde l-a întâlnit pe fostul ei sot, sabrerul rus Aleksandr Șirșov.
La vârsta de 18 ani a cucerit prima sa medalie de anvergură, un bronz la Campionatul Mondial din 1991. După dezmembrarea Uniunii Republicilor Sovietice Socialiste a concurat pentru Estonia, devenind în 1993 prima campioană mondială estonă la scrimă. A participat la Jocurile Olimpice din 1996 de la Atlanta, unde s-a clasat pe locul 15 la individual și pe locul 5 pe echipe. Puțin mai târziu, s-a căsătorit cu Aleksandr Șirșov și a decis să ia naționalitatea rusă pentru să se apropie de sotul ei și pentru să-și îmbunătățească condițiile de pregătire. S-a alăturat echipei Rusiei în 1997. Cu aceasta, a devenit dublă campioană olimpică în 2000 și în 2004, campioană mondială în 2003 și triplă campioană europeană în 2003, 2004 și 2005.
După ce s-a retras din activitate competițională, a devenit antrenoară de scrimă. În 2010 a primit titlul de antrenor emerit al Rusiei.
Cu Aleksandr Șirșov are un fiu, Vasili, care este și el un scrimer de performanță. Acesta a fost laureat cu aur pe echipe la Campionatul Mondial de Scrimă pentru juniori din 2016.

## Legături externe
- ru  Prezentare la Federația Rusă de Scrimă
- en  Palmares Arhivat în 20 aprilie 2016, la Wayback Machine. pe fencingworldwide.com
- en Oksana Ermakova la Olympedia.org